# Malaio Trenganu
Malaio Trenganu (em malaio:  Bahasa Melayu Terengganu)u : Base Tranung/Ganu) é uma forma da língua malaia falada no estado malaio de Trenganu em direção ao sul até a costa de Pão e nordestede  Jor. É historicamente falado nas ilhas Anambas e Natuna das Ilhas Riau, Indonésia, mas seus falantes (principalmente idosos) estão diminuindo rapidamente e usam em substituição os dialetos malaios locais no ilhas, bem como o padrão nacional e oficial do  indonésio. É a variedade malaia mais dominante no estado e também atua como a principal língua franca para vários grupos étnicos dentro de Trenganu (a minoria chinesa Peranakan altamente localizada em Trenganu, conhecida como "Mek Awang", usa principalmente Malaio Trenganu além de seu nativo Hokkien ) Embora seja geralmente considerado uma variedade do malaio, Malaio Trenganu é um das mais aberrantes de todas as variedades malaias na Península, juntamente com o malaio Kelantan-Pattani e desenvolveu distintas fonética, sintaxe e léxico, distinções essas que o tornam mutuamente ininteligível para falantes de fora da costa leste da Península da Malásia. No entanto, Malaio Trenganu compartilha relações linguísticas estreitas com as variedades Kelantan-Pattani e a de Pão, nas quais forma o mesmo grupo malaio de línguas malaias peninsulares da costa leste. Essas semelhanças frequentemente confundiam muitas pessoas de fora da região, que geralmente trocavam Malaio Trenganu com os de  Malaio Pahang, embora existam grandes diferenças fonológicas e de vocabulário entre os dois.

## Situação
Apesar de ser a língua majoritária do estado, o Malaio Trenganu também coexiste com duas variedades distintas, mas intimamente relacionadas, do malaio. Nos distritos de Besut e na parte norte de Setiu, a maioria da população fala o Malaio Kelantan-Pattani, que é intimamente relacionado, mas distinto de Malaio Trenganu, embora nos últimos anos muitas pessoas do sul Trenganu começou a migrar para esses distritos e ambas as variantes coexistem entre si. Em Hulu Trenganu, a variedade de malaio falado lá é frequentemente considerada um subdialeto de Malaio Trenganu, mas tem fonologia distinta e algumas partes do vocabulário do que aquelas faladas em outras partes de Trenganu, que às vezes são ininteligíveis para falantes da costa . Mesmo dentro de diferentes vilas em Hulu Trenganu, a variedade também exibe algumas diferenças, principalmente em termos de fonologia. O resto de Trenganu, entretanto, usa o subdialeto costeiro de Malaio Trenganu, mas também existem algumas pequenas diferenças em termos de vocabulário entre cada distrito, mas ainda amplamente inteligíveis mutuamente. O subdialeto falado nos distritos de Kuala Trenganu - Kuala Nerus é considerado o dialeto padrão para comunicações interétnicas e inter-distritais.
Malaio Trenganu é considerada a identidade mais reconhecível do estado. Isso pode ser visto em muitos dramas da televisão local, filmes, bem como em canções e poemas modernos e tradicionais que enfatizam o uso de Malaio Trenganu. Estações de rádio como Trenganu FM e Hot FM Trenganu usaram principalmente Malaio Trenganu em sua transmissão junto com o malaio padrão. Os últimos anos mostram um aumento da consciência da singularidade de Malaio Trenganu, como o uso crescente de Malaio Trenganu em letreiros de lojas e, recentemente, a publicação do dicionário Hulu Malaio Trenganu.

## Nomes
O povo de Trenganu geralmente se refere à sua língua como  Base / Bahse Tranung / Tghanung  (/ bahsɘ tɣanuŋ /) que significa 'a língua de Trenganu' ou  Cakak Tranung  (/ tʃakaʔ tɣanuŋ /) que significa ' Falando Trenganu an '. Em  malaio padrão é conhecido como  Bahasa Trenganu  ou  Bahasa Melayu Trenganu  ( Dialek / Loghat Trenganu  que significa 'dialeto Trenganu' também é amplamente utilizado). As pessoas de fora de Trenganu muitas vezes acreditam erroneamente que os Trenganu costumam se chamar e a sua língua de  Ganu ; a palavra Ganu é na verdade como os Kelantan e o povo de Besut no norte de Trenganu pronunciam Trenganu e raramente é usada pelos próprios Trenganu ans do sul (Setiu do sul para Kemaman). Além de Tranung e Ganu, o povo de Trenganu às vezes também usa  Ganung ,  Teganu  e  Teganung .

### Origem
Existem várias teorias sobre a origem do nome 'Trenganu'. Uma teoria atribui a origem do nome a terang ganu, malaio para "arco-íris brilhante". Outra história, supostamente narrada originalmente pelo nono sultão de Trenganu, Baginda Omar, fala de um grupo de caçadores de Pahang perambulando e caçando na área do que hoje é o sul de Trenganu. Um dos caçadores avistou uma grande presa de animal caída no chão. Um colega do partido perguntou a qual animal a presa pertencia. O caçador, sem saber qual animal, simplesmente respondeu taring anu (malaio: 'presa de alguma coisa'). Mais tarde, o grupo voltou a Pahang com um rico tesouro de caça, pele e sândalo, que impressionou os vizinhos. Eles perguntaram aos caçadores de onde obtinham suas riquezas, ao que eles responderam, da terra de taring anu, que mais tarde evoluiu para Trenganu. Trenganu foi chamado de Trangkanu (tailandês: ตรัง กา นู) pelos siameses quando estava sob sua influência.

## Distribuição
Malaio Trenganu é falado nativamente na maioria das partes de Trenganu, exceto Besut e na parte norte de Setiu. Além do Trenganu, também é falado na região costeira de Pão (Pahang), de Cherating próximo à fronteira com o distrito de Kemaman até o extremo sul do distrito de Mersing no estado de Johor. Uma variedade falada na aldeia de Tanjung Sedili no distrito de Kota Tinggi é considerada uma mistura de Trenganu an, Johorean e várias outras variedades malaias, refletindo a demografia histórica da área, que outrora recebeu migrantes malaios de Trenganu.

## Literatura
Embora seja essencialmente uma língua falada sem ortografia padrão, Malaio Trenganu é amplamente utilizado em canções folclóricas, poemas e também na mídia local e convencional (como estações de rádio locais, dramas e filmes). Ibrahim Taib, um famoso poeta Trenganu conhecido por usar o dialeto Trenganu do interior em seus poemas como "Mok, Aku Nok Tubaik" (Mãe, eu quero sair) e "Jadilah Awang" (suficientemente Awang) pode ser considerado um bom exemplo de um autor Malaio Trenganu. A música  Blues Tranung / Ganu Kite  de uma famosa banda da Malásia Iklim foi um grande sucesso na época e é cantada integralmente em Malaio Trenganu. Em 1999, canção gravada por cantores tradicionais Noraniza Idris e Siti Nurhaliza chamada  Dondang Dendang  composta por Suhaimi Mohd Zain, a parte da ponte da canção contém um antigo Trenganu um poema malaio. A música é influenciada pelo som de rodat (estilo Trenganu de Malay zapin). Outra banda chamada Spring também gravou uma música cantada em Trenganu e chamada "Hati Mahu Baik".

## Dialetos
Malaio Trenganu tem dois dialetos principais: Costeiro ( zlm-coa ) e Interior ( zlm-inl ). O dialeto falado no distrito de Kuala Trenganu é o dialeto padrão de fato do Malaio Trenganu. No entanto, o mais distinto de todos os dialetos é Malaio Trenganu Interior, falado no distrito de Hulu Trenganu. O dialeto interno tem uma fonologia distinta em comparação com o dialeto costeiro. A diferença mais importante é a pronúncia da letra "e" no final das palavras. Os falantes de Trenganu costeiros tendem a pronunciá-lo como um xevá, enquanto os falantes de Trenganu do interior tendem a pronunciá-lo com um "e" forte (como em r  'e'  d) semelhante ao Malaio Perak Tengah dialeto. As pessoas em Setiu, especialmente na parte norte deste distrito, falam principalmente uma mistura de Kelantanês-Trenganu e Malaio devido à sua fronteira entre Besut que usa predominantemente Malaio Pelantan-Pattani mas Malaio Trenganu na parte sul de Setiu e Kuala Trenganu que usam a forma de maior prestígio de Malaio Trenganu. As pessoas em Dungun, Marang  e Kemaman geralmente falam de maneira semelhante às de Kuala Trenganu, mas com influências do malaio padrão e malaio de Pahang (Pão) também (especialmente do Kemaman ) As pessoas da costa de Pahang e do distrito de Mersing em Johor também usam uma variedade costeira de Malaio Trenganu, mas com influências do Malaio de Jor.

### Comparação entre os dialetos costeiros e do interior
| Trenganu interior | Trenganu litoral | Português |
| ----------------- | ---------------- | --------- |
| Ughaong/Ughang    | Oghang           | Pessoas   |
| Kubo              | Kuba             | Búfalo    |
| Balai             | Balék            | Sair      |
| Tubaik            | Tubék            | Fora      |
| Dimi              | Déme             | Vocês     |
| Mume              | Mung             | Vocês     |
| Bayak             | Kabo             | Contar    |
| Ayo               | Lebong           | Mentira   |

## Escrita
A exemplo das línguas Indonésia e Malaia, o Trenganu  Malaio usa o alfabeto latino padrão de 26 letras.

## Fonologia
Malaio Trenganu tem uma fonologia e gramática distintas em comparação com o  malaio padrão. A ordem gramatical e a pronúncia são semelhantes, mas também distintas das vizinhas Pahang e Kelantanese Malay.
- / a / seguido por mudanças consoante nasal para / ŋ /

ayam ايم ('galinha') torna-se ayang; makan ماكن (comer) torna-se makang
- / a / no final das sílabas muda para / ɔʔ /

minta مينتا ('perguntar') torna-se mitok
- / ah / changes / ɔh /

rumah رومه ('casa') torna-se rumoh
- / a / muda para / ə /

saya ساي ('eu') torna-se saye
- / i / muda para / iŋ /

sini سيني ('aqui') torna-se pecador
- / ua / muda para / ɔ /

buaya بوايا ('crocodilo') torna-se boye
- / aj / torna-se / aː /

sungai سوڠاي ('rio') torna-se sunga
- / aw / torna-se / a /

pisau ڤيساو ('faca') muda para pisa
- / ia / antes de uma vogal nasal mudar para = / ijaŋ /

siam سيام ('Siam') torna-se siyang
- / ia / muda para / ɛ /

biasa بياسا ('uma vez') torna-se bese
- / s / e / f / no final das sílabas muda para / h /

malas مالس ('preguiçoso') muda para malah
- / m / e / n / no final das sílabas muda para / ŋ /

hakim حاكيم (juiz) muda para hakeng
- / r / muda para / ɣ /

orang اورڠ ('pessoa') torna-se oghang
- consoantes finais geralmente são pronunciadas apenas como uma parada glótica.

bukit بوكيت ('colina') torna-se buke '(bukiʔ)
palavras são distinguidas entre consoantes iniciais alongadas
- final / l / são silenciosos.

exemplo: tinggal ('esquerda') torna-se tingga, tebal ('grosso') torna-se teba
geralmente / l / como em / lah / são removidos e se tornam / ah /.
exemplo: Banyaklah ('tantos') torna-se banyok ah.
- bulang ('lua') vs. bːulang ('muitos meses'); katok ('golpear') vs. kːatok ('sapo'); siku ('cotovelo') vs. sːiku ('ferramenta manual')

## Vocabulário
Várias comparações entre o malaio padrão e o Malaio Trenganu com traduções para o português:
| Malaio Padrão                | MalaioTrenganu                      | Português                             |
| ---------------------------- | ----------------------------------- | ------------------------------------- |
| Saya                         | Ambe/aku/saye/kite/oghang           | Eu/Mim                                |
| Anda/Kamu                    | Mung/Deme/Awok/Mikey/Uning          | Tu, Vós                               |
| Siapa                        | Piye                                | Quem                                  |
| Suka                         | Brehi/Brahi/Wahi                    | Gostar/Interessar-se                  |
| Ketawa                       | Suke/Gelekek                        | Rir                                   |
| Juga                         | Ghetek/Jugok (pode ser curto 'gok') | Também                                |
| Kandang                      | Gok                                 | Gaiola                                |
| Yang                         | Hok                                 | Aquela                                |
| Beritahu                     | Kabo/Royak                          | Contar                                |
| Tak nak                      | Tak Mboh                            | Não quere                             |
| Tidur                        | Tido/Jeretoh                        | Dormir                                |
| Apa                          | Nape/Mende                          | O que                                 |
| Degil                        | Babey/Gong/Kerah Keng               | Teimoso                               |
| Selalu                       | Sokmo                               | Sempre                                |
| Duit/Wang                    | Pitih/Yya/Ghiya                     | Dinheiro                              |
| Kenapa                       | Bakpe                               | Porque                                |
| Tidak                        | Dok                                 | Não                                   |
| Ya                           | Ho/Ye                               | Sim                                   |
| Jambatan                     | Ghetok                              | Ponte                                 |
| Garang                       | Bekeng                              | Pugnacious                            |
| Apa Khabar                   | Ape Kabo/Guane Gamok                | Como vai você?                        |
| Tangkap                      | Tagak/Igak                          | Apanhar                               |
| Ejek                         | Nyenyeh/Nganjing                    | Insultuoso                            |
| Naik angin                   | Mmusang                             | Furioso                               |
| Dia                          | Ye/Nye                              | Eles/as                               |
| Leka                         | Ghalik                              | Preocupado                            |
| Letih                        | Dok ghok                            | Cansado                               |
| Beg Plastik                  | Supik/Jabir                         | Sacola plástica                       |
| Kawan                        | Saing                               | Amigo/a                               |
| Sempat                       | Dang                                | Faça isso                             |
| Berani                       | Nellang/Tebeng                      | Bravo                                 |
| Kerap                        | Keghek                              | Muitas vezes                          |
| Azan                         | Bang                                | Adhan (chamada muçulmana para oração) |
| Jangan                       | Doksoh/Soh Beng                     | Não faça                              |
| Kedekut                      | Kupik                               | Avarento                              |
| Biar                         | Lok                                 | Deixar                                |
| Cuba                         | Ce/Tra                              | Tentar                                |
| Sekarang                     | Lening                              | Hoje                                  |
| Keluar                       | Tubek                               | Fora                                  |
| Ais                          | Ping                                | Ice (cubos de)                        |
| Tolong                       | Tulong                              | Ajuda                                 |
| Letak                        | Letok/Skung                         | Colocar                               |
| Buang                        | Tohok                               | Jogar fora                            |
| Panjat                       | Khabak/Kabak                        | Escalar                               |
| Lempar                       | Lepo/Plekong/Petong                 | Jogar                                 |
| Sampai                       | Sapa                                | Chegar                                |
| Nanti                        | Kekgi                               | Mais tarde                            |
| Berjalan-jalan, Bersiar-siar | Derak, Doktong, Liwo-liwo           | Passeio, Viasgem, Excursão            |

### Intensificador
| Malaio Padrão  | MalaioTrenganu               | Português          |
| -------------- | ---------------------------- | ------------------ |
| Sangat Putih   | Puteh Lepuk / Sepuk          | Muito branco       |
| Sangat Hitam   | Itang Beletung / Belegang    | Muito escuro       |
| Sangat Merah   | Meroh Nyale / Merang         | Muito vermelho     |
| Sangat Kuning  | Kuning Sio                   | Muito amarelo      |
| Sangat Busuk   | Busuk Kohong / Bango / Hapok | Muito fedorento    |
| Sangat Hancing | Hacing Pering                | Muito mal cheiroso |
| Sangat Hanyir  | Hanyir Mekok                 | Muito duvidoso     |
| Sangat Wangi   | Wangi Mekok                  | Muito Fragante     |
| Sangat Tengik  | Tengik Bango                 | Muito rançoso      |
| Sangat Masin   | Masing Pekok / Rebing        | Muito salgado      |
| Sangat Manis   | Manih Letting                | Muito doce         |
| Sangat Tawar   | Tawo Hebe                    | Muito insípido     |
| Sangat Pahit   | Pahik Lepang                 | Muito amargo       |
| Sangat Masam   | Masang Rebang                | Muito azedo        |

### Numerais
Os numerais em Malaio Trenganu estão intimamente relacionados com os do malaio kelantanês vizinho, no entanto, diferem em termos de pronúncia, especialmente a letra final.
| Malaio Padrão | MalaioTrenganu  | Português |
| ------------- | --------------- | --------- |
| Satu          | Se              | Um        |
| Dua           | Duwe            | Dois      |
| Tiga          | Tige            | Três      |
| Empat         | Pak             | Quatro    |
| Lima          | Lime            | Cinco     |
| Enam          | Nang            | Seis      |
| Tujuh         | Tujoh           | Sete      |
| Lapan         | Lapang          | Oito      |
| Sembilan      | Smilang/Mmilang | Nove      |
| Sepuluh       | Spuloh/Ppuloh   | Dez       |
| Seratus       | Sratoh          | Cem       |
| Seribu        | Sribu           | Mil       |
| Sejuta        | Sjuta           | Um milhão |

### Animais
A maioria das palavras para animais concorda com o malaio padrão, com diferença apenas na pronúncia.
| Malaio Padrão | MalaioTrenganu                                                          | Português             |
| ------------- | ----------------------------------------------------------------------- | --------------------- |
| Ayam          | Ayang                                                                   | Frango                |
| Buaya         | Boye                                                                    | Crocodilo             |
| Ikan Tongkol  | Ikang Aye                                                               | Euthynnus affinis     |
| Ikan Cencaru  | Ikang Kerah Ekor                                                        | Torpedo scad          |
| Ikan Pelaga   | Ikang Sekila                                                            | Peixe-lutador         |
| Labah-labah   | Llabe                                                                   | Aranha                |
| Lintah        | Litoh                                                                   | Lesma                 |
| Ketam         | Ketang                                                                  | Caranguejo            |
| Kerbau        | Kuba / Kubo (no interior de Trenganu)                                   | Búfalo                |
| Kumbang       | Kkabo                                                                   | Besouro               |
| Semut Merah   | Semuk Gata                                                              | Formiga-de-fogo       |
| Ular          | Ulo                                                                     | Cobra                 |
| Harimau       | Rima                                                                    | Tiger                 |
| Singa         | Singe                                                                   | Leão                  |
| Lipas         | Lipah                                                                   | Barata                |
| Gajah         | Ghajoh                                                                  | Elefante              |
| Burung Helang | Burong Lang                                                             | Águia                 |
| Biawak        | Bewok                                                                   | Lagarto monitor       |
| Tupai         | Tupã                                                                    | Esquilo               |
| Katak         | Katok (não confundir com Trenganu um homônimo, que significa 'atacar' ) | Sapo                  |
| Kelekatu      | Katu                                                                    | Cupins Alates         |
| Anai-Anai     | Ana-Ana                                                                 | Cupim                 |
| Sotong        | Sutong                                                                  | Lula                  |
| Kura-kura     | Kure                                                                    | Tartaruga / Tartaruga |

## Frases em trenganu
"starang baroh" significa "realmente" ... uma frase popular usada quando você deseja mostrar ou expressar algo que é realmente sério ou verdadeiro.
Exemplo: Ambe dok tau starang baroh 
Ao contrário dos dialetos malaio padrão ou malaio da costa oeste: -
 Saya memang tak tahu langsung 
Outra frase famosa em malaio Trenganu an é "Senyung sokmo", que significa "Senyum selalu" em malaio padrão e "sorria sempre" em português. É amplamente utilizado pelo povo Trenganu  para desejar o bem a outras pessoas e para iluminar seus dias.
"dokrok cettong" denota 2 situações em que um está totalmente exausto ou alguém muito fraco.

## Amostra de texto
Trenganu  Malaio:
Budok-budok lening koho dok kena makanang tradisi, sohbeng kate kuey, nasik pong ttuko bimbo lagi, nok wak guane makanang lening modeng blake, oghang mude tak mboh belajo duk ngarak ke oghang tue sokmo.
Malaio
Budak-budak sekarang semakin tak kenal makanan tradisi, jangan kata kuih, nasi pun masih tertukar lagi, nak buat macam mana makanan sekarang semua moden, orang muda tak nak belajar selalu mengharap ke orang-orang tua.
Português
 As crianças de hoje não sabem sobre comidas tradicionais, não se trata apenas de bolos tradicionais, até o arroz também, o que podemos fazer todos os alimentos hoje em dia são modernos, as gerações mais jovens não querem aprender sempre confiam nos velhos. 